# Parafia Przemienienia Pańskiego w Budziszewicach
Parafia Przemienienia Pańskiego w Budziszewicach – rzymskokatolicka parafia należąca do dekanatu Lubochnia w diecezji łowickiej.
Erygowana w 1364.
Obszar parafii rozciąga się na terenie aż sześciu gmin w trzech powiatach województwa łódzkiego. Miejscowości należące do parafii: Adamów, Agnopol, Antolin, Budziszewice, Eminów, Helenów, Ignatów, Janków, Józefów Stary, Łączkowice, Maksymilianów, Mierzno, Modrzewek, Nepomucenów, Nowe Mierzno, Nowy Józefów, Nowy Rękawiec, Reginów, Regny, Rękawiec, Rewica Królewska, Stary Redzeń, Teodorów, Węgrzynowice, Węgrzynowice-Modrzewie, Wilkucice Duże, Wilkucice Małe, Wykno i Zalesie.